# 11.ª División de Granaderos SS Nordland
La 11.ª División de Granaderos SS "Nordland", llamada también División Nordland, fue una unidad de las Waffen SS reclutada entre voluntarios y reclutas extranjeros de una gran variedad de países. Los orígenes de la división se remontan a enero de 1943, aunque la formación de esta unidad se realiza de marzo a julio de 1943, teniendo como núcleo el Regimiento Nordland de la División Wiking. Vio acción, como parte del Grupo de Ejércitos Norte, en el Estado Independiente de Croacia y en el Frente Oriental durante la Segunda Guerra Mundial.

## Orígenes
La División Norland era una de las divisiones alemanas de las Waffen-SS que tenía una composición más variada. Si bien los alemanes constituían el núcleo original principal (tanto alemanes nativos, como los nacidos fuera de Alemania), la división integraba inicialmente voluntarios de Noruega, Dinamarca, Suecia, y Holanda.
Un proyecto de Heinrich Himmler fue crear una división de las Waffen SS con voluntarios procedentes de países de cultura e idioma germánicos, enrolando a batallones de noruegos y daneses que servían en la División Wiking, aprovechando que las unidades extranjeras de las Waffen SS ya tenían un récord de combate. También se agregaron a la nueva división unidades de voluntarios españoles, holandeses y algunos suecos, fundándose la 11.ª División de Granaderos SS Nordland en julio de 1943.

## Historial
Tras el fracaso alemán de la Operación Ciudadela, la División Nordland es enviada inmediatamente al frente para aliviar en parte las pérdidas sufridas por fuerzas de la Waffen SS en la ya nombrada batalla. En septiembre entra en combate, pero no en la URSS sino realizando acciones antipartisanas en el norte de Croacia, siendo trasladada al Frente Oriental a fines de 1943. Para esa fecha está incorporada en el III SS Panzerkorps del general Felix Steiner y al terminar el año se destina este cuerpo al Frente Oriental, para apoyar a las fuerzas alemanas que participan en el Sitio de Leningrado, la Nordland marcha con las fuerzas de Steiner a su primera lucha en el frente.
En el otoño de 1944 la Nordland toma parte en fuertes combates en la costa báltica, luchando contra los soviéticos que levantan el Sitio de Leningrado. Asignada al Grupo de Ejércitos Norte, esta división vuelve a la lucha a mediados de 1944 durante la Ofensiva del Báltico lanzada por el Ejército Rojo y destaca también en los combates protegiendo la cabeza de puente de la localidad de Narva, destacando en la batalla defensiva trabada allí contra la contraofensiva soviética.
Junto con las fuerzas del Grupo de Ejércitos Norte, la División Nordland lucha en los países bálticos mientras emprende una dura retirada, terminando en la bolsa de Curlandia en septiembre de ese año. En ese periodo recibe como refuerzos a voluntarios estonios y letones, así como belgas y holandeses sobrevivientes de otras divisiones de las Waffen SS como la División Estonia de la SS y la División Valona de la SS, quedando estos nuevos soldados integrados a la Nordland. Tales refuerzos la transforman en la unidad con la mayor heterogeneidad nacional bajo mando alemán.
Tras participar en las batallas defensivas de la Bolsa de Curlandia, en enero de 1945 la División Norland es evacuada por el OKH a través del puerto báltico de Libau y llega a Stettin, y trasladada de nuevo a Pomerania para ser reorganizada y reequipada ante la evidencia de una renovada ofensiva soviética hacia el este. Para esta fecha la División Nordland reúne a voluntarios pronazis de diversos países.
Entre febrero y marzo de 1945 la División Nordland lleva a cabo duros combates contra los avances soviéticos en Pomerania (incluyendo las ciudades de Danzig, y Stettin) dentro de la ofensiva del Vístula-Óder, pero sufre graves bajas y debe retroceder con casi todas las tropas del Grupo de Ejércitos Vístula al cual se halla ahora adscrita.

## Últimos combates
Al hacerse más intensa la presión soviética contra Berlín, la División Nordland participa en abril de ese año en la Batalla de las Colinas de Seelow; poco después recibe como refuerzos a los supervivientes franceses de la División Charlemagne. Precisamente la Nordland es una de las pocas divisiones con las que cuenta el general Hans Krebs, jefe de estado mayor de la guarnición de Berlín, para la defensa de la capital alemana. El jefe de la guarnición, el general Helmuth Weidling, estaciona a la Nordland en el sector norte de Berlín, formando parte de un anillo defensivo.
Los últimos restos de la División Nordland combaten así en la Batalla de Berlín, participando en feroz combate urbano, destacando por su tenacidad ante la evidencia que, en caso de ser capturados, la URSS los devolvería a su países de origen donde sufrirían una casi segura condena a muerte por colaboracionismo (particularmente más visible en el caso de holandeses y franceses). Las tropas de la Nordland defienden el perímetro del Tiergarten y tras ser expulsados de allí forman su puesto de mando en la Belle-Alliance-Platz, con algunas compañías integrándose entre los últimos defensores de la Cancillería del Reich.
Al terminar la batalla el 2 de mayo de 1945, los sobrevivientes de la División Nordland quedan comprendidos en la capitulación del general Helmuth Weidling. Los combatientes no alemanes de la Nordland fueron prontamente retornados a sus países por los soviéticos, para afrontar allí sus respectivos destinos.

## Comandantes
- SS-Brigadeführer Franz Augsberger (22 de marzo de 1943 - 1 de mayo de 1943)
- SS-Gruppenführer Fritz von Scholz (1 de mayo de 1943 - 27 de julio de 1944)
- SS-Brigadeführer Joachim Ziegler (27 de julio de 1944 - 25 de abril de 1945)
- SS-Brigadeführer Gustav Krukenberg (25 de abril de 1945 - 8 de mayo de 1945)